# Штром, Василий Васильевич
Васи́лий Васи́льевич Штром (19 (31) октября 1821 — 3 (15) марта 1896) — русский архитектор, академик Императорской академии художеств. Брат архитектора Ивана Васильевича Штрома и скульптора Николая Васильевича Штрома.

## Биография
Родился 19 (31) октября 1821 года.
Окончил Императорскую академию художеств в 1844 году; с 1853 года — академик архитектуры.
Умер в Москве 3 (15) марта 1896 года. Похоронен на кладбище Данилова монастыря.

## Основные работы

### Санкт-Петербург
- здание Александро-Невского духовного училища (1847—1849)
- Особняк Е. П. Вонлярлярского — Дом Абамелек-Лазарева (1849); Большая Морская улица, 49
- Громовский приют Св. Сергия (1856—1857); Ковенский переулок, 12
- особняки Н. Меняева (1858)
- особняк А. П. Волкова (1862); Лиговский проспект, 146
- здание Купеческого общества — Дом Сухозанета (1864—1866, перестройка фасада); Невский проспект, 70
- Церковь вмч. Пантелеимона при Доме призрения душевнобольных Императора Александра III (1870—1871)
- особняк Ф. С. Салова (1871, перестройка); Большая Морская улица, 33
- церковь Троицы Живоначальной в доме кн. Д. Н. Салтыкова (1871, перестройка)
- Дом Е. А. Валуа — Дом Шустиных (1879); Гагаринская улица, 10
- доходные дома (1850—1880)

### Самара
- Церковь Св. Александра Невского при земской больнице душевнобольных в Томашевом Колке